# كاقلي (مقاطعة ديواندرة)
كاقلي (بالفارسية: کاقلی) هي قرية تقع في منطقة مركزية ريفية في إيران. يقدر عدد سكانها بـ 0 نسمة بحسب إحصاء 2016.